# Célula unitária
É a menor parte do cristal que contém as suas características, e que repetido tridimensionalmente forma um mineral.
Célula unitária: é o menor agrupamento de átomos representativo de uma determinada estrutura cristalina específica. Seu estudo na Geologia é fundamental na pesquisa de novos materiais que podem ser produzidos. Na metalurgia é fundamental para a produção de ligas metálicas que atendam uma determinada especificação.